# Bipolaris incurvata
Bipolaris incurvata är en svampart som först beskrevs av C. Bernard, och fick sitt nu gällande namn av Alcorn 1983. Bipolaris incurvata ingår i släktet Bipolaris och familjen Pleosporaceae.   Inga underarter finns listade i Catalogue of Life.